# Marion Eich-Born
Marion Eich-Born (* 24. April 1955 in Bonn) ist eine deutsche politische Beamtin. Sie war von November 2009 bis Februar 2012 Staatssekretärin im Thüringer Ministerium für Bau, Landesentwicklung und Verkehr. Im Anschluss trat sie in die Geschäftsführung der Landesgesellschaft Internationale Bauausstellung Thüringen GmbH ein.

## Leben und Beruf
Nach dem Abitur studierte Eich-Born von 1974 bis 1980 Anglistik und Geographie in Bonn und Madison/Wisconsin und schloss mit dem ersten Staatsexamen ab. Es folgte die Referendarzeit in Köln. Anschließend war Eich-Born bis 1990 als Gymnasiallehrerin in Bonn tätig. Berufsbegleitend fertigte sie ihre Dissertation an; 1989 wurde sie mit der Arbeit Die Raumwirksamkeit der Fremdenverkehrspolitik in Spanien am Beispiel von La Manga del Mar Menor zum Dr. rer. nat. promoviert.
Von 1990 bis 1991 war Eich-Born als Freie Mitarbeiterin der Ruhrkohle Umwelt GmbH tätig, danach war sie bis 1993 Pressesprecherin der CDU-Landtagsfraktion in Mecklenburg-Vorpommern. Von 1994 bis 1998 nahm sie Lehraufträge an der Universität Bonn wahr, parallel arbeitete sie von 1994 bis 1995 als Freie Mitarbeiterin der Harpener AG und von 1996 bis 1997 als Dezernentin beim Statistischen Landesamt Mecklenburg-Vorpommern in Schwerin. Von 1997 bis 2003 hatte sie eine Vertretungsprofessur am Geographischen Institut der Universität Greifswald inne und habilitierte sich in dieser Zeit. Ihre Habilitationsschrift trägt den Titel Transformation der ostdeutschen Schiffbauindustrie-Anpassungsprozesse in einem global-lokalen Institutionengefüge.
Von 2003 bis 2009 war Eich-Born am Hanseatic Institute for Entrepreneurship and Regional Development an der Universität Rostock (HIE-Ro) wissenschaftlich tätig, seit 2007 als Deputy Managing Director. Parallel nahm sie Vertretungs- bzw. Gastprofessuren in Greifswald (2004 bis 2005) und in Jena (2005 bis 2008) wahr, wurde berufenes und später korrespondierendes Mitglied der Akademie für Raumforschung und Landesplanung (ARL) und leitete verschiedene vom Land Mecklenburg-Vorpommern bzw. vom Bund initiierte Forschungsprojekte. Inhaltlich beschäftigte sie sich dabei mit Entwicklungs- und Förderungsstrategien und wirtschaftlichen Zukunftsfeldern in (Nord-)Ostdeutschland.
Kurz vor ihrer Ernennung als Staatssekretärin wurde sie im September 2009 zum Research Fellow am Hamburgischen Weltwirtschaftsinstitut (HWWI) berufen.
Marion Eich-Born ist evangelisch, verheiratet und hat einen erwachsenen Sohn.

## Politik
Vom 4. November 2009 bis 29. Februar 2012 war Marion Eich-Born Staatssekretärin in dem von Christian Carius (CDU) geführten Thüringer Ministerium für Bau, Landesentwicklung und Verkehr (Nachfolgerin: Inge Klaan). Vor dem plötzlichen Personalwechsel  bezeichnete Minister Carius Gerüchte über ein angebliches Zerwürfnis mit der Staatssekretärin als falsch und durch die Berufung Eich-Borns zur IBA-Geschäftsführerin widerlegt.

## Publikationen
- Die Raumwirksamkeit der Fremdenverkehrspolitik in Spanien am Beispiel von LaManga del Mar Menor: eine politisch-geographische Studie (= Beiträge zu Wirtschafts- und Sozialwissenschaften, Band 9), herausgegeben von Karl Braunschweig, Wehle, Witterschlick / Bonn 1989, ISBN 3-925267-24-7 (Dissertation Universität Bonn 1988, 225 Seiten).
- Transformation der ostdeutschen Schiffbauindustrie : Anpassungsprozesse in einem global-lokalen Institutionengefüge (= Wirtschaftsgeographie, Band 26). Lit, Münster 2005, ISBN 978-3-8258-7751-4 (Habilitationsschrift Universität Greifswald 2003, 364 Seiten).